# 23054 Thomaslynch
23054 Thomaslynch è un asteroide della fascia principale. Scoperto nel 1999, presenta un'orbita caratterizzata da un semiasse maggiore pari a 2,8689798 UA e da un'eccentricità di 0,0807027, inclinata di 2,24170° rispetto all'eclittica.